# Tibor Simon
Tibor Simon (Budapest, 1º settembre 1965 – Budapest, 23 aprile 2002) è stato un allenatore di calcio e calciatore ungherese, di ruolo difensore.

## Biografia

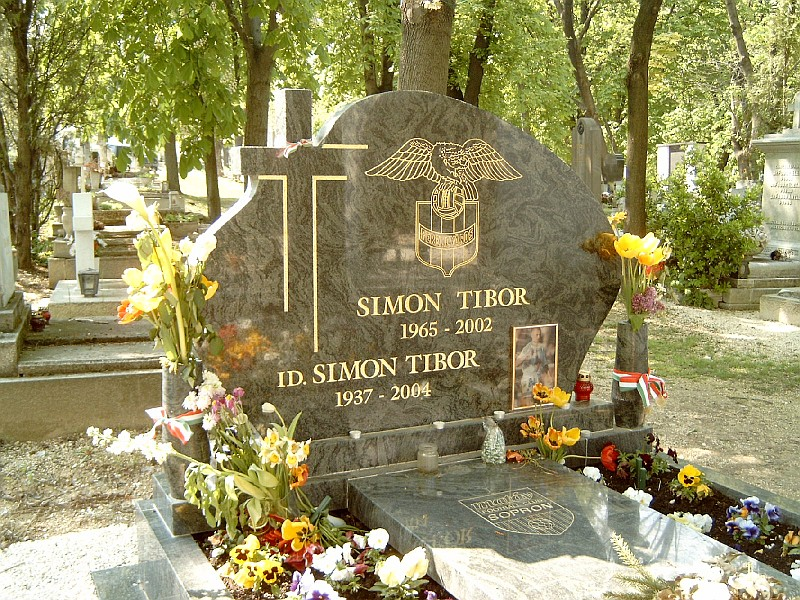
Tomba di Tibor Simon.

Nato a Budapest, Simon diviene calciatore, militando tra le altre nel Ferencvárosi e nella nazionale di calcio dell'Ungheria.
Il 21 aprile 2002, Simon viene picchiato dal personale di sicurezza fuori da un pub a Budapest, morendo due giorni dopo a causa delle ferite ricevute. Tre dei quattro uomini arrestati per il suo omicidio vennero successivamente liberati.

## Carriera

### Calciatore

#### Club
Tibor Simon ha militato per la maggior parte della sua carriera agonistica tra le file del Ferencváros, con cui ha vinto tre campionati, quattro coppe d'Ungheria e tre supercoppe d'Ungheria.
Negli ultimi anni della sua carriera è passato al BVSC Budapest ed infine al REAC, ove ha chiuso la carriera agonistica.

#### Nazionale
Simon ha vestito la maglia della nazionale di calcio dell'Ungheria in sedici occasioni.

### Allenatore
Ritiratosi dal calcio giocato, Simon diviene allenatore, sedendo sulla panchina del Sopron dal 2001 al 2002.